# Busgirl
Busgirl är en amerikansk film från 2006, skriven och regisserad av Steven Schuldt.

## Handling
Keira är en gatumusikant som börjat att arbeta på en trendig restaurang, hon tillbringar det mesta av sin lediga tid med att läsa, dagdrömma och komponera den musik som hon framför i tunnelbanestationerna. Hon träffar Josh och de båda börjar att samarbeta, verkligheten börjar inkräkta hennes kreativa drömvärld och hon hamnar på gränsen till mental kollaps.

## Om filmen
Filmen är inspelad i San Francisco och hade premiär vid Cinequest Film Festival den 1 mars 2006.

## Rollista
- Jessie Pridemore – Keira
- Stephen Steelman – Josh
- Leah Elise Diamond – April
- Michael Fleck – Eric
- Kathryn Howell – mamma
- Melissa Wilfley – Karen
- Alice Moore – restauranggäst
- Jon Gale – restauranggäst
- Zach Lewis – Terry
- Mary Fussell – DJ på college
- Julie Schuldt – flickan på gungan

### Webbkällor
- Busgirl på Internet Movie Database (engelska)